# Castello Gazzo
Il Castello Gazzo è un castello del XIV secolo che sorge presso Scandolara Ripa d'Oglio in provincia di Cremona.

## Storia
Il castello di Scandolara Ripa d'Oglio detto anche castello Gazzo è una dimora nobiliare fortificata, presso l'abitato di Scandolara Ripa d'Oglio, posizionato sulla sponda destra del fiume Oglio, faceva parte di un sistema difensivo posto sull'allora confine naturale tra il ducato di Milano e la Repubblica di Venezia.
Sorto probabilmente su quello che era un precedente castello trecentesco, dell'antico fortilizio, in origine castello feudale, si conserva oggi solo la parte occidentale, mentre la restante parte risulta essere stata demolita. Di essa se ne conserva parte del basamento scarpato, ancora visibile.
La posizione del castello è orientata secondo i punti cardinali. Ben riconoscibile è l'ala occidentale rivolta verso il paese. A colpo d'occhio spicca inoltre la torre di ingresso, col portone d'entrata, ora collegato con un ponte in mattoni ma un tempo come si nota delle fessure era presente un ponte levatoio sul fossato d'acqua ancora presente. La tipologia edilizia e la conformazione con fossato sono simili al castello di Padernello non molto distante.
Il castello dopo le vicissitudini militari, poi adibito, in epoca successiva, a residenza campestre e cascina rurale è ora utilizzato come cascinale agricolo e abitazione rurale.